# Ptinus kutzschenbachi
Ptinus kutzschenbachi là một loài bọ cánh cứng trong họ Ptinidae. Loài này được Reitter in Schneider & Leder miêu tả khoa học năm 1878.